# 中村想人
中村 想人（なかむら そうと、2001年5月20日 - ）は、朝日放送テレビ（ABC）のアナウンサー。日本に7人しかいないJBC日本ボクシングコミッション認定のリングアナウンサーでもある。

## 概要・人物
4人兄弟の4番目として東京都三鷹市で生まれる。小学校からボクシングを始め、高校2年生のとき全国大会準々決勝進出。大学では体育会ボート部に所属し、全国大会で3位となった。日本のプロボクシングを統括するJBC日本ボクシングコミッションのリングアナウンサーの資格を保有している。この資格保有者は日本で7人のみである。リングアナウンサーとしては東日本新人王戦やダイナミックグローブを担当した。慶應義塾大学を卒業後、2024年に朝日放送テレビに入社。同期は大石紗椰。6月19日に、同局の朝の情報番組“おはよう朝日です”で初鳴きした。2024年9月2日から夕方の報道・情報番組“newsおかえり”を担当している。 タレントの鈴木福に似ていることから、あだ名は「福くん」。

## 担当番組
- newsおかえり（2024年9月2日 - ）- 月・火・金曜キャスター
- ABCニュース